# Військова освіта

Курсанти Харківського університету Повітряних сил імені Івана Кожедуба під час практичних занять

Військова освіта є складовою частиною державної системи освіти. Система військової освіти побудована на основі принципів
- доступності,
- неперервності
- наступності ступеневого навчання військових фахівців з урахуванням специфіки їх військової служби.

## Система військової освіти в Україні
Система військової освіти включає:
- органи управління,
- мережу вищих військових навчальних закладів та військових навчальних підрозділів вищих навчальних закладів України.

Загальне керівництво системою військової освіти здійснює Департамент військової освіти, науки, соціальної та гуманітарної політики Міністерства оборони України.
Мережа військових навчальних закладів включає:
- вищі військові навчальні заклади та військові навчальні підрозділи вищих навчальних закладів, що здійснюють підготовку громадян для проходження військової служби за контрактом на посадах осіб офіцерського та сержантського складу;
- вищі військові навчальні заклади та військові навчальні підрозділи вищих навчальних закладів, що здійснюють підготовку студентів за програмами підготовки офіцерів запасу;
- військовий і військово-морський ліцеї та ліцеї з посиленою військово-фізичною підготовкою.

На теперішній час підготовка військових фахівців для Збройних Сил України та інших військових формувань держави здійснюється за повним переліком напрямів та спеціальностей (спеціалізацій) підготовки військових фахівців.